# Pyrellia stuckenbergi
Pyrellia stuckenbergi är en tvåvingeart som beskrevs av Paterson 1957. Pyrellia stuckenbergi ingår i släktet Pyrellia och familjen husflugor. Inga underarter finns listade i Catalogue of Life.